# Theta Crateris
Theta Crateris (θ  Crateris, förkortat Theta Crt, θ  Crt) som är stjärnans Bayerbeteckning, är en ensam stjärna och fotometrisk standardstjärna, belägen i den norra delen av stjärnbilden Bägaren. Den har en skenbar magnitud på 4,70 och är svagt synlig för blotta ögat där ljusföroreningar ej förekommer. Baserat på parallaxmätning inom Hipparcosuppdraget på ca 11,6 mas, beräknas den befinna sig på ett avstånd på ca 280 ljusår (ca 85 parsek) från solen. På det beräknade avståndet minskar stjärnans skenbara magnitud med en skymningsfaktor på 0,07 på grund av interstellärt stoft.

## Egenskaper
Theta Crateris är en blå till vit stjärna i huvudserien av spektralklass B9.5 Vn där suffixet "n" står för "suddiga" absorptionslinjer i stjärnans spektrum orsakade av snabb rotation. Den har en massa som är ca 2,8 gånger större än solens massa, en radie som är ca 3,1 gånger större än solens och utsänder från dess fotosfär ca 107 gånger mera energi än solen vid en effektiv temperatur på ca 11 520 K.
Theta Crateris roterar med en projicerad rotationshastighet på 212 km/s, vilket ger stjärnan en något tillplattad form med en ekvatorialradie som uppskattas till att vara 7 procent större än polarradien.